# Maello
Maello è un municipio spagnolo di 690 abitanti situato nella comunità autonoma di Castiglia e León.

## Geografia fisica
Si colloca a 1.024 metri di altitudine nella parte nord-orientale della provincia, al confine con la città di Segovia.

A uno degli estremi della città passa l'autovia A-6.

Dista 40 km dalla capitale della provincia, Avila.

Fanno parte del municipio le seguenti entità geografiche (o frazioni): Coto de Puenteviejo, Dehesa de Pancorbo, La Fontanilla, El Monte, Pinar De Puenteviejo.